# Баяш Утепов
Баяш Утепов (каз. Баяш Өтепов, до 1992 г. — Точка) — аул в Уланском районе Восточно-Казахстанской области Казахстана. Входит в состав Алмасайского сельского округа. Код КАТО — 636237200.

## Население
В 1999 году население аула составляло 504 человека (260 мужчин и 244 женщины). По данным переписи 2009 года, в ауле проживало 416 человек (210 мужчин и 206 женщин).